# Rynowo (wieś w województwie zachodniopomorskim)
Rynowo (niem. Rienow) – wieś sołecka w Polsce, położona w województwie zachodniopomorskim, w powiecie łobeskim, w gminie Łobez.

## Historia
W latach 1818–1945 wieś administracyjnie należała do Landkreis Regenwalde (Powiat Resko) z siedzibą do roku 1860 w Resku, a następnie w Łobzie. W 1930 w skład gminy Rienow wchodziły miejscowości Friedeberg, Kolonie Rienow, Philippsthal i Rienow. W latach 1975–1998 miejscowość położona była w województwie szczecińskim.

## Nazwa
Wieś wzmiankowana w 1494 jako villa Rinaue. Na mapie Lubinusa z 1618 nosi nazwę Rünow. Do roku 1947 wieś nosiła nazwę Rienow następnie Rynowo. Obecna nazwa miejscowości ma związek z nazwą historyczną.

## Demografia
Gmina Rienow w 1925 liczyła 341 mieszkańców. W roku 2021 miejscowość miała 125 mieszkańców.

## Zabytki
- Pałac z roku 1890 zbudowany przez Paula Albrechta von Borcke[10], obecnie w ruinie[11].
- Park z 2 poł. XIX w., o powierzchni 3,3 ha z ciekawym drzewostanem[12].

## Osoby związane z Rynowem
- Paul von Borcke (ur. 30 października 1840 w Grabowie, powiat Regenwalde, zm. 8 stycznia 1893 w Rynowie) — niemiecki właściciel majątku ziemskiego i poseł do parlamentu.

## Galeria

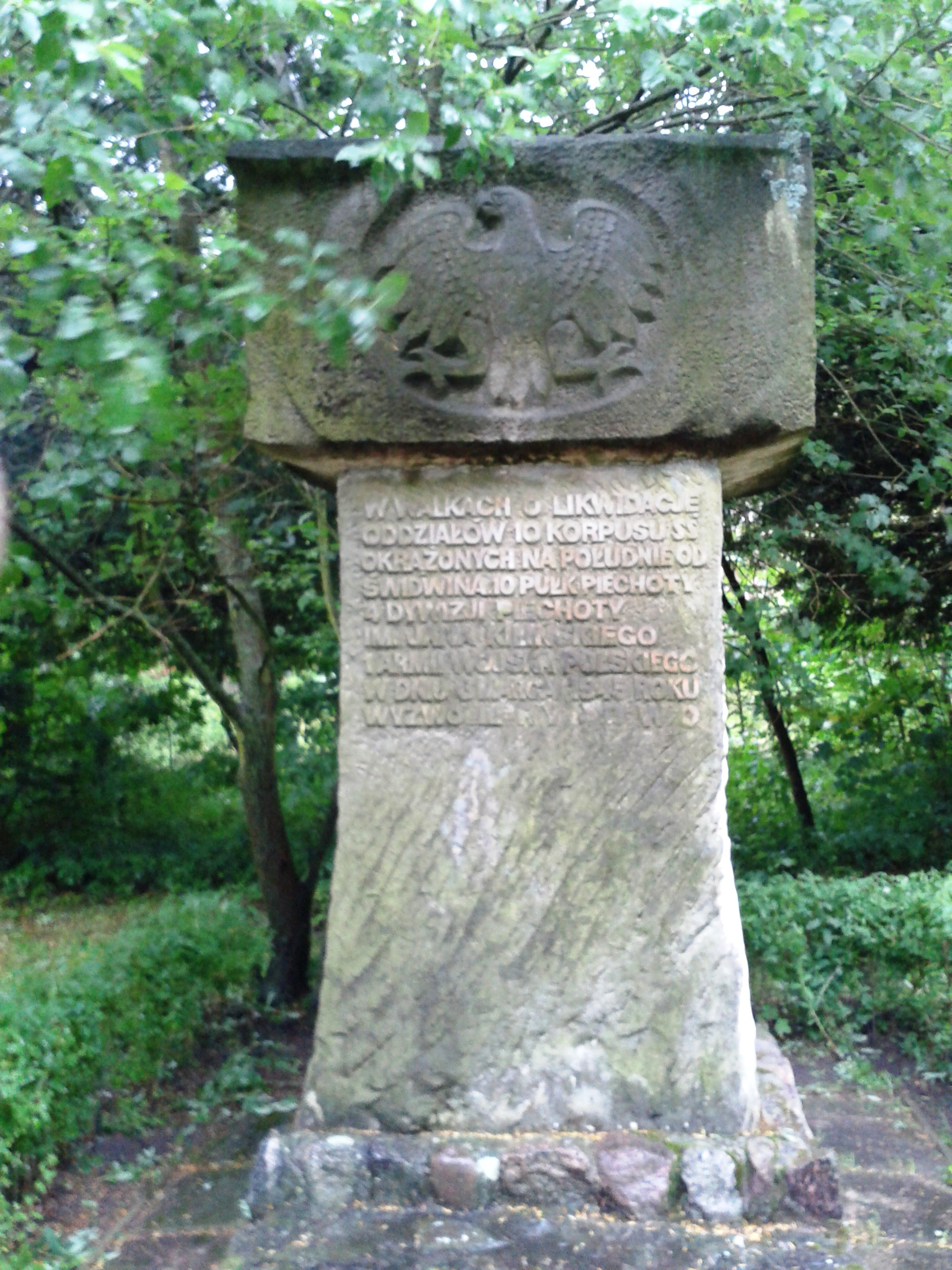
Pomnik dla żołnierzy LWP
Wieś Rünow na mapie Lubinusa z 1618 r.